# Nordik
Pour les articles ayant des titres homophones, voir Nordique et Nordiques.
Nordik est une émission de télévision documentaire québécoise en douze épisodes de 48 minutes diffusée à partir du 22 février 2019 sur TV5 Québec Canada. Elle est animée par l'actrice Mylène St-Sauveur.

## Synopsis
La série explore différents endroits du globe où l'hiver est roi. Mylène St-Sauveur rencontre les gens qui vivent de la saison froide et qui partagent leur environnement avec la glace et la neige. Elle découvre comment le paysage et les conditions hivernales influencent le quotidien des gens, mais aussi leur culture et leurs traditions. Malgré les conditions climatiques parfois difficiles, les gens restent chaleureux et accueillants, et les paysages hivernaux n'en demeurent pas moins uniques et éblouissants.

## Épisodes
Voici la liste des endroits visités par la série à chaque épisode.
1. Argentine - Bariloche
2. Canada - Yellowknife
3. Chili - Santiago
4. Chili - Araucanie
5. Géorgie - Grand Caucase
6. Turquie - Kaçkar
7. Turquie - Erzurum
8. Russie - Sibérie
9. Japon - Honshū
10. Japon - Hokkaidō
11. Finlande - Laponie
12. Mongolie - Oulan-Bator